# Niculitsa
Niculitsa (em búlgaro:  Никулица; em grego: Νικουλιτσας) foi um nobre bizantino de Lárissa, governador (arconte) de Sérvia, na moderna Grécia, durante o reinado do imperador búlgaro Samuel (r. 997–1014). Ele recebeu seu epíteto (que significa "pequeno Nicolau") por causa de sua baixa estatura. Em 1001, o exército bizantino, liderado por Basílio II Bulgaróctono (r. 976–1025), cercou a cidade e, depois de um longo cerco, conseguiu invadi-la apesar da defesa desesperada da guarnição que a protegia. Para assegurar o controle da região, os bizantinos deportaram toda a população para uma região chamada Bolero, localizada entre os rios Nestos e Hebros (Maritsa).
Niculitsa foi levado para Constantinopla e recebeu o título de patrício. Logo, porém, ele fugiu e se juntou às forças de Samuel, que estavam tentando tomar de volta Sérvia. Basílio reagiu rapidamente, marchando para a cidade e expulsando os búlgaros. Samuel e Niculitsa recuaram, mas este acabou sendo emboscado e capturado novamente logo depois. Foi levado à capital bizantina e preso. Ele conseguiu escapar novamente e continuou a lutar. Depois da morte do imperador João Vladislau (r. 1015–1018) em 1018, Niculitsa estava entre os poucos nobres que continuaram a resistência nas montanhas da Bulgária. Depois que suas tropas foram cercadas pelos bizantinos, ele compreendeu que era inútil continuar lutando e decidiu se render a Basílio com seus soldados. O imperador enviou-o para Tessalônica e o prendeu lá.
Seu neto, Niculitza Delfina, liderou uma fracassada revolta dos valáquios na Tessália em 1066.